# ساسانیان (شاهنامه)
ساسانیان در شاهنامه واپسین دودمان پادشاهی در ایران هستند. این دودمان با انتشار آیین اسلام رو به نابودی نهاد و شهروندان کشور ساسانی آیین نو را پذیرفتند و آیین نیاکان خویش یعنی کیش زرتشتی را کنار نهادند.

## ساسان نیای ساسانیان
شاهنامه نیای دودمان جمله پادشاهان ساسانی به ساسان نسبت می‌دهد و از او اینگونه یاد می‌نماید:
| چو دارا به رزم اندرون کشته شد |  | همه دوده را روز برگشته شد |
| پسر بود مر او را یکی شادکام   |  | خردمند و جنگی و ساسان نام |

— فردوسی

## فهرست پادشاهان ساسانی درشاهنامه
| چیدمان       | پادشاه           | سکه | آغاز پادشاهی | پایان پادشاهی | پدر                     |
| ------------ | ---------------- | --- | ------------ | ------------- | ----------------------- |
| خاندان ساسان |                  |     |              |               |                         |
| ۱            | اردشیر بابکان    |     | ۲۲۴          | فوریه ۲۴۲     | پسر ساسان               |
| ۲            | شاپور اردشیر     |     | ۱۲ آوریل ۲۴۰ | مه ۲۷۰        | پسر اردشیر بابکان       |
| ۳            | اورمزد شاپور     |     | مه ۲۷۰       | ژوئن ۲۷۱      | پسر شاپور اردشیر        |
| ۴            | بهرام شاپور      |     | ژوئن ۲۷۱     | سپتامبر ۲۷۴   | پسر شاپور اردشیر        |
| ۵            | بهرام بهرام      |     | ۲۷۶          | ۲۹۳           | پسر بهرام اورمزد        |
| ۶            | بهرام بهرامیان   |     | ۲۹۳          | ۲۹۳           | پسر بهرام بهرام         |
| ۷            | نرسی شاپور       |     | ۲۹۳          | ۳۰۳           | پسر شاپور اردشیر        |
| ۸            | اورمزد نرسی      |     | ۳۰۳          | ۳۰۹           | پسر نرسی شاپور          |
| ۹            | شاپور ذوالاکتاف  |     | ۳۰۹          | ۳۷۹           | پسر اورمزد نرسی         |
| ۱۰           | اردشیر نکوکار    |     | ۳۷۹          | ۳۸۳           | پسر اورمزد نرسی         |
| ۱۱           | شاپور شاپور      |     | ۳۸۳          | ۳۸۸           | پسر شاپور ذوالاکتاف     |
| ۱۲           | بهرام شاپور      |     | ۳۸۸          | ۳۹۹           | پسر شاپور شاپور         |
| ۱۳           | یزدگرد بزه‌گر     |     | ۳۹۹          | ۴۲۰           | پسر شاپور شاپور         |
| ۱۴           | بهرام گور        |     | ۴۲۰          | ۴۳۸           | پسر یزدگرد بزه‌گر        |
| ۱۵           | یزدگرد بهرام گور |     | ۴۳۸          | ۴۵۷           | پسر بهرام گور           |
| ۱۶           | هرمز بهرام گور   |     | ۴۵۷          | ۴۵۹           | پسر یزدگرد بهرام گور    |
| ۱۷           | پیروز یزدگرد     |     | ۴۵۹          | ۴۸۴           | پسر یزدگرد بهرام گور    |
| ۱۸           | بلاش پیروز       |     | ۴۸۴          | ۴۸۸           | پسر یزدگرد بهرام گور    |
| ۱۹           | قباد پیروز       |     | ۴۸۸          | ۵۳۱           | پسر پیروز یزدگرد        |
| ۲۰           | نوشین‌روان        |     | ۵۳۱          | ۵۷۹           | پسر قباد پیروز          |
| ۲۱           | هرمزد نوشین‌روان  |     | ۵۷۹          | ۵۹۰           | پسر نوشین‌روان           |
| ۲۲           | خسرو پرویز       |     | ۵۹۰          | ۵۹۰           | پسر هرمزد نوشین‌روان     |
| ۲۳           | شیرویه           |     | ۶۲۸          | ۶۲۸           | پسر خسرو پرویز          |
| ۲۴           | اردشیر شیروی     |     | ۶۲۸          | ۶۲۹           | پسر شیرویه              |
| خاندان مهران |                  |     |              |               |                         |
| ۲۵           | فرآیین           |     | ۲۷ آوریل ۶۲۹ | ۱۷ ژوئن ۶۲۹   | فرمانده نظامی           |
| خاندان ساسان |                  |     |              |               |                         |
| ۲۶           | پوران‌دخت         |     | ۶۲۹          | ۶۳۰           | دختر خسرو پرویز         |
| ۲۷           | آزرم‌دخت          |     | ۶۳۰          | ۶۳۱           | دختر خسرو پرویز         |
| ۲۸           | فرخزاد خسرو      |     | ۶۳۱          | ۶۳۱           | پادشاهی از خاندان ساسان |
| ۲۹           | یزدگرد شهریار    |     | ۶۳۲          | ۶۵۱           | پسر شهریار              |